# Dik Esser
Rius Theo (Dik) Esser (Makassar, 9 juli 1918 – Leiden, 8 maart 1979) was een Nederlandse hockeyspeler en piloot. 

## Sportcarrière
Esser kwam uit voor de Haagse club TOGO (in 1974 opgegaan in Klein Zwitserland). In 1937 maakte hij op 19-jarige leeftijd zijn debuut voor Nederland in een wedstrijd tegen België. Zijn loopbaan werd onderbroken door de Tweede Wereldoorlog. In de oorlog vluchtte Esser met een broer via Frankrijk, Spanje, Portugal en Gibraltar naar Engeland.
Na de oorlog was hij als linksbuiten 62-voudig international en maakte hij deel uit van het Nederlands elftal op de Olympische Zomerspelen van 1948 en 1952. Hij won met Nederland brons op de Olympische Spelen van 1948 en zilver  in 1952. In de halve finale was Esser matchwinnaar in een met 1-0 gewonnen duel tegen West-Duitsland, door een strafbully te benutten. In de finale werd met 6-1 verloren van India.
In 1953 speelde Esser zijn laatste interland. 

## Na sportcarrière
Buiten zijn sportloopbaan was hij afgestudeerd jurist, vluchtte in de oorlog via Spanje naar Engeland (Engelandvaarder) en werd in Australië opgeleid tot jachtvlieger. Na de oorlog werd hij piloot bij de KLM, vloog regelmatig het Nederlands elftal naar wedstrijd bestemmingen en ging later voor de Swissair werken.
André Boerstra · 
Henk Bouwman · 
Piet Bromberg · 
Harry Derckx · 
Han Drijver · 
Dik Esser · 
Wim van Heel · 
Roepie Kruize · 
Jenne Langhout · 
Dick Loggere · 
Ton Richter · 
Eddy Tiel ·
Coach: Huib du Pon
Jules Ancion · 
André Boerstra · 
Harry Derckx · 
Han Drijver · 
Dik Esser · 
Wim van Heel · 
Roepie Kruize · 
Dick Loggere · 
Lau Mulder · 
Eddy Tiel · 
Leo Wery ·
Coach: Rein de Waal